# Copa Sevilla 1993
Il Copa Sevilla 1993 è stato un torneo di tennis facente parte della categoria ATP Challenger Series nell'ambito dell'ATP Challenger Series 1993. Il torneo si è giocato a Siviglia in Spagna dal 28 giugno al 3 luglio 1993 su campi in terra gialla.

## Vincitori

### Singolare
Dirk Dier ha battuto in finale  Oliver Fernández con il punteggio di 6–3, 6–3.

### Doppio
Emilio Benfele Álvarez /  Jose Imaz-Ruiz hanno battuto in finale  Steve Campbell /  John Yancey con il punteggio di 6–7, 6–1, 6–2.